# Sylvia Ingemarsson
Sylvia Maria Ingemarsson, auch Sylvia Ingemarsdotter (* 10. Mai 1949 in Väse, Värmland) ist eine schwedische Filmeditorin. Bekannt wurde sie vor allem durch ihre langjährige Zusammenarbeit mit Ingmar Bergman.

## Leben
Ingemarsson wurde 1949 in West-Schweden geboren. Sie hat eine ältere Schwester und einen jüngeren Bruder. Die Familie zog mehrfach um und ließ sich schließlich im Bergbauort Nordmark nieder, wo die Mutter ein Restaurant betrieb. Nach der Trennung der Eltern heiratete die Mutter erneut; aus dieser Beziehung ging eine Halbschwester hervor. Im Alter von 16 Jahren zog Ingemarsson nach Stockholm, wo sie als Kindermädchen arbeiten wollte. Die Eheleute Elisabeth und Sven Fahlén, in deren Dienste sie trat, arbeiteten beide in der Filmindustrie und vermittelten ihr bald weitere Kontakte in der Branche.
Seit 1968 arbeitete sie bei Europafilm als Schnittassistentin an verschiedenen Produktionen wie Susan Sontags Regiedebüt Duett för kannibaler, Sidney Lumets Tschechow-Adaption Die Möwe oder Roy Anderssons Jugendfilm Eine schwedische Liebesgeschichte. Von 1970 bis 1971 absolvierte sie eine Ausbildung zum Filmeditor beim schwedischen Fernsehen, wo sie sechs Jahre beschäftigt blieb. Als sie das Angebot erhielt, den Schnitt von Bo Widerbergs Actionthriller Der Mann auf dem Dach zu verantworten, verließ sie den Fernsehsender. Im Jahr darauf arbeitete Ingemarsson auf Empfehlung von Katinka Faragó das erste Mal mit Ingmar Bergman für dessen Film Herbstsonate zusammen, da Bergmans bisheriger Editor Siv Lundgren erkrankt war. Daraus entsprang eine langjährige Zusammenarbeit mit Bergman, die bis zu dessen letztem Film Sarabande (2003) anhielt. Daneben arbeitete Ingemarsson auch mit anderen Regisseuren wie Erland Josephson (Marmeladupproret), Gunnel Lindblom (Sally och friheten), Stig Björkman (Bakom jalusin) und Lasse Åberg (u. a. Repmånad eller Hur man gör pojkar av män, SOS – en segelsällskapsresa).
Ingemarsson war 1988 eine der Mitbegründerinnen des Verbandes der schwedischen Filmeditoren (Föreningen Sveriges Filmklippare). Um die Jahrtausendwende zog sie sich weitestgehend von der Filmproduktion zurück und unterrichtete Bewegtbildproduktion an der Hochschule Dalarna sowie der Den norske filmskolen im norwegischen Lillehammer.
Sylvia Ingemarsson lebt mit ihrem Mann Erik seit den 1980er Jahren in Leksand. Aus der Ehe ging ein Sohn hervor.

## Filmografie (Auswahl)
- 1976: Leva livet (Fernsehfilm)
- 1976: Der Mann auf dem Dach (Mannen på taket)
- 1977: Hempas bar
- 1978: Herbstsonate (Höstsonaten)
- 1979: Repmånad eller Hur man gör pojkar av män
- 1979: Fårö-dokument 1979 (Dokumentarfilm)
- 1980: Marmeladupproret
- 1980: Verwirrende Liebe (Kärleken)
- 1980: Sällskapsresan eller Finns det svenskt kaffe på grisfesten
- 1981: Sally und die Freiheit (Sally och friheten)
- 1981: Die Ballade von Lucy Jordan (Montenegro Eller Pärlor och Svin)
- 1982: Fanny und Alexander (Fanny och Alexander, Kinofassung)
- 1983: Eine Haremsdame für den König (Kalabaliken i Bender)
- 1982: Fanny und Alexander (Fanny och Alexander, Fernsehfassung)
- 1984: Nach der Probe (Efter repetitionen, Fernsehfilm)
- 1984: Das Fanny und Alexander-Dokument (Dokument Fanny och Alexander, Dokumentarfilm)
- 1984: Bakom jalusin
- 1984: Karins ansikte (Dokumentarfilm)
- 1985: Svindlande affärer
- 1985: Sällskapsresan II – Snowroller
- 1987: Gotska Sandön (Dokumentarfilm)
- 1987: Träff i helfigur (Fernsehfilm)
- 1988: SOS – en segelsällskapsresa
- 1989: Svenska hjärtan (Fernsehserie, 6 Episoden)
- 1990: Herman und der König von Belgien (Herman)
- 1991: Hvíti víkingurinn
- 1991: Den ofrivillige golfaren
- 1992: Markisinnan de Sade (Fernsehfilm)
- 1992: Der demokratische Terrorist (Den demokratiske terroristen)
- 1993: Telegrafisten
- 1993: Backanterna (Fernsehfilm)
- 1995: Sista skriket (Fernsehfilm)
- 1995: Hører du ikke hva jeg sier!
- 1997: Dabei: Ein Clown (Larmar och gör sig till, Fernsehfilm)
- 2000: Die Treulosen (Trolösa)
- 2000: Bildmakarna (Fernsehfilm)
- 2003: Sarabande (Saraband, Fernsehfilm)